# ミヨー (フランス)
ミヨー （Millau）は、フランス、オクシタニー地域圏、アヴェロン県のコミューン。かつての州であるルエルグ（Rouergue）に属し、古くからの住民はオック語の方言ルエルガ語を話す。

## 地理
中央高地の南部に位置する。ミヨー市街は、標高およそ340mのタルヌ川とドゥルビ川の合流地点にある。

## 歴史
ミヨーの歴史はおよそ3000年前に始まったと見られている。タルヌ川左岸の沖積平野に、コンダトマグス（Condatomagus、condato=合流地点、magos=市場）というガリア語の地名があった。この町は陶器製造で重要な土地で、ローマ帝国中に製品が輸出されていた。2世紀半ばから、他都市との陶器製造の競合で、経済が衰退していった。4世紀から5世紀の民族移動時代に蛮族がタルヌ川流域に侵攻し、彼らが定着して、町の名はアミリアヴム（Amiliavum）に変った。その後アミリョー（Amilhau）、ミリョー・アン・ルアルガ（Milhau en Rouergat）、そしてフランス語のミヨー（Millau）となった。

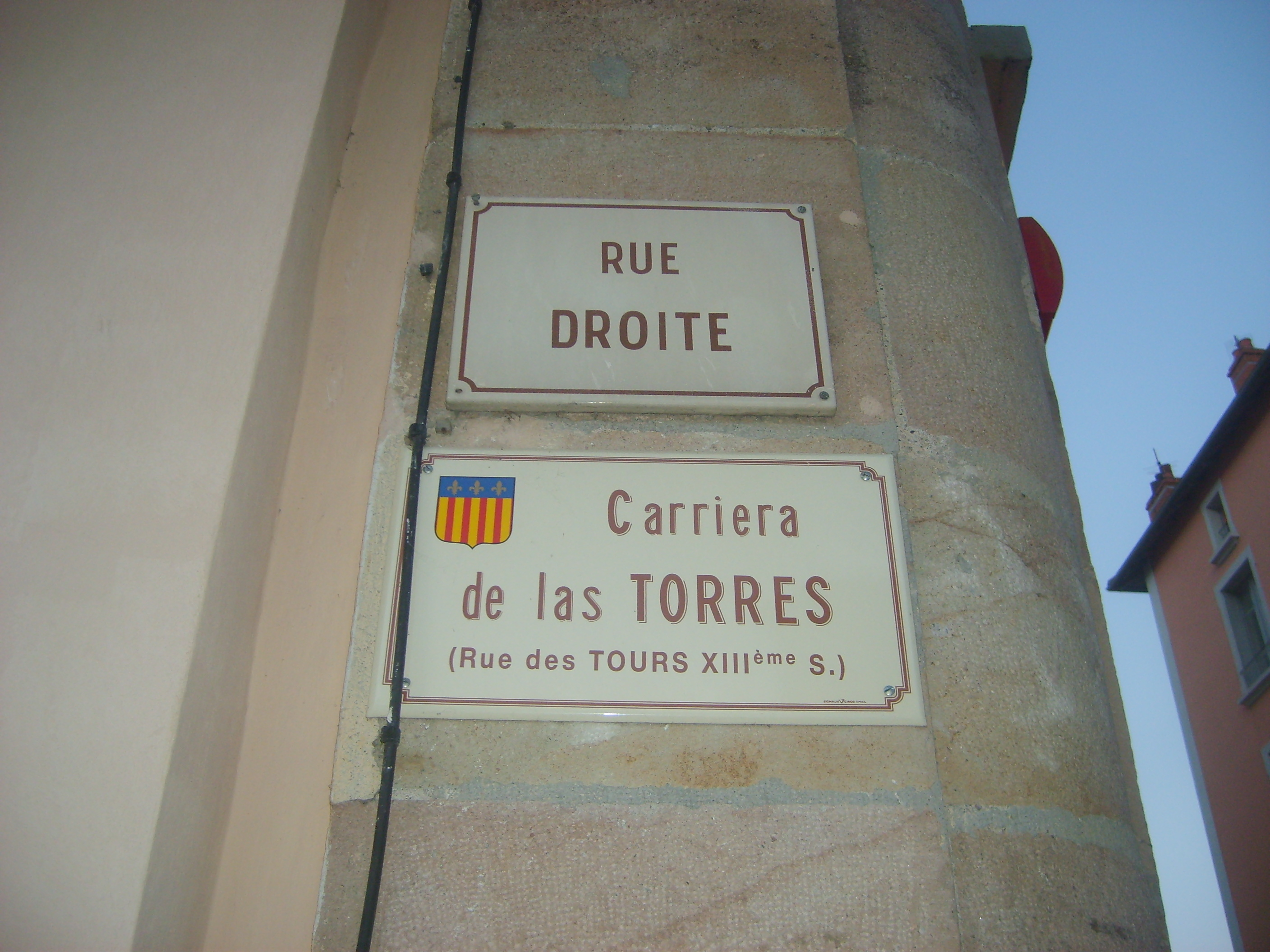
ミヨー旧市街にある、フランス語とオック語方言ルエルガ語の地名表記

9世紀のミヨーにはヴィゲリー（fr:Viguerie、中世フランスの行政裁判所。伯爵または子爵の名のもとに設置）が置かれた。そして町は壁で覆われた。10世紀から11世紀ミヨー子爵領となった。11世紀以後、ミヨーはプロヴァンス伯領に属した。1112年にミヨー子爵およびプロヴァンス伯領継承者ドゥースがバルセロナ伯ラモン・バランゲー3世と結婚したため、以後バルセロナ伯領となった（2人の子であるラモン・バランゲー4世はアラゴン女王ペトロニーラの王配となった）。1187年、アラゴン王アルフォンソ2世はミヨーに紋章（現在のコミューン紋章の下部は、アラゴン王国紋章にちなむ。上部の青地に描かれたフルール・ド・リスは、フランス王国にちなむ）を授け、住民の代表であるコンシュラ（fr）が自治を行える特権も与えた。コンシュラは税の徴収と、裁判を行う責任を負った。1271年、ミヨーはフランス王国へ併合された。
百年戦争中の1361年、ミヨーはイングランド軍に占領された。15世紀の和平でフランスに復帰後、ミヨー経済に新たな弾みがついた。市場町として、16世紀のミヨー経済は躍進した。16世紀半ばにはミヨーに宗教改革の波が押し寄せ、瞬く間にミヨーはユグノーの強力な中心となった。この間100年間、ミヨーは政治的にも経済的にもユグノーが支配した。ナントの勅令が公布されると、ユグノーの多くが国外へ逃れていった。

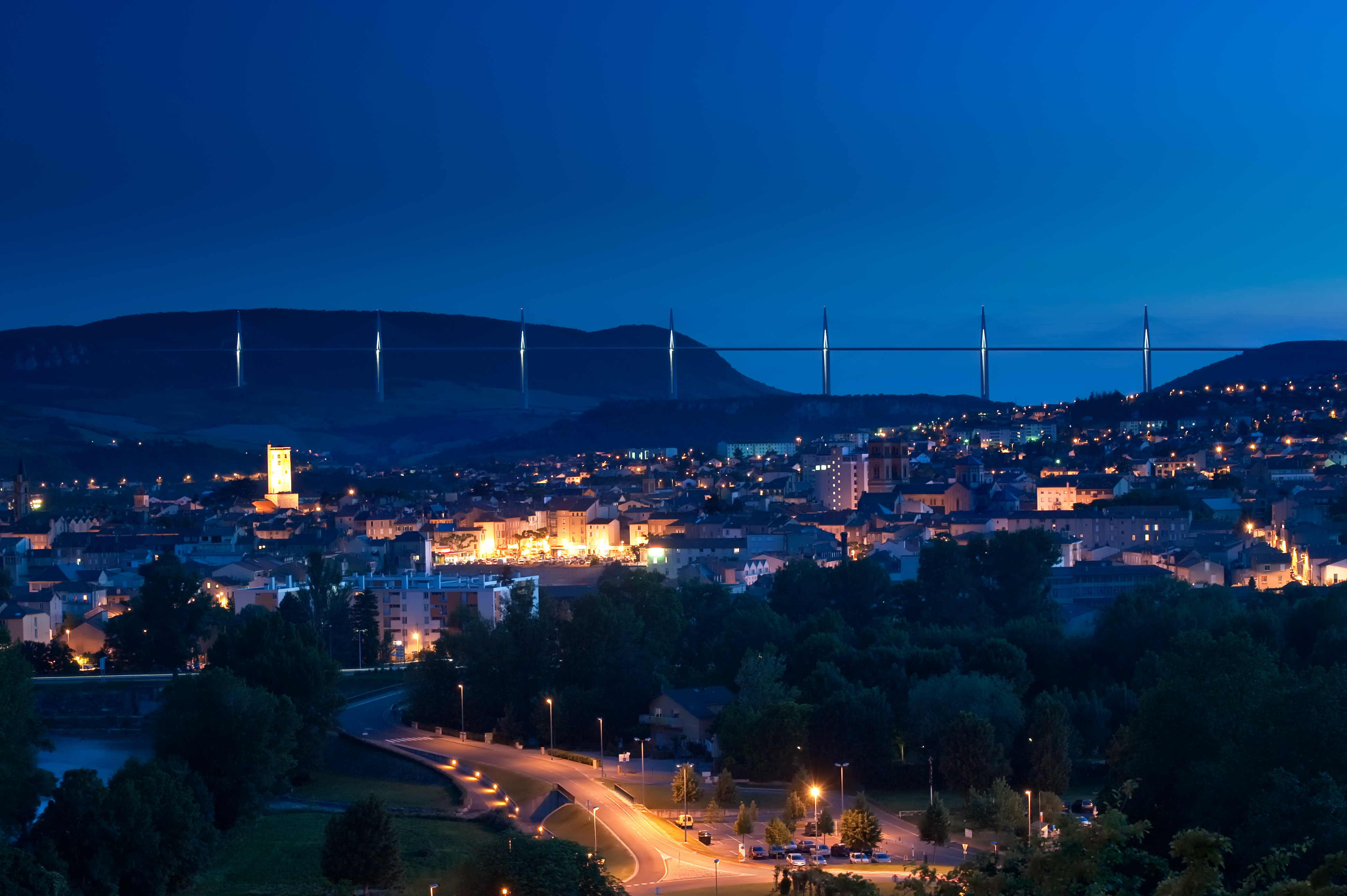
夜のミヨー市街とミヨー高架橋

18世紀、ミヨーの繊維産業は1750年以降に製革産業へと転換された。19世紀は手袋製造の近代化、都市の拡大を見た。1835年から1837年の間、数多くの都市の美化事業が行われた。1929年の世界大恐慌は、ミヨーに深刻な階級対立をもたらした。1934年12月24日、町は低賃金で働く労働者たちのゼネラル・ストライキで機能が麻痺した。
1999年8月、アメリカ合衆国が、ヒツジの生乳でできたロックフォール・チーズを含む多様なフランス産加工食品に制裁の課税を決めたことに抗議するため、農民同盟（fr）の活動家や農民を含む一団（現在欧州議会議員のジョゼ・ボヴェもいた）が、ミヨーに建設中のマクドナルド店舗を破壊した。

## 姉妹都市
- バート・ザルツフレン、ドイツ
- ブリドリントン、イギリス
- サグント、スペイン
- ルーガ、セネガル